# Version of Me
Version of Me é o sétimo álbum de estúdio solo da cantora inglesa Melanie C. Ele foi lançado no dia 21 de Outubro de 2016.

## Faixas
1. "Dear Life"
2. "Escalator"
3. "Anymore"
4. "Something for the Fire"
5. "Version Of Me"
6. "Numb"
7. "Room For Love"
8. "Unravelling"
9. "Loving You Better"
10. "Our History"
11. "Blame"
12. "One Minute" (Bonus Track – Versão Brasil)